# 羅倫提恩海溝
羅倫提恩海溝（Laurentian Abyss）為加拿大沿岸在大西洋之一個海溝。她的最深深度為海平面下15305.11呎 或約數 2.9 英里(即4,665 米)深。羅倫提恩海溝充滿熱液噴口（hydrothermal vents），令她的生態系統獨立於陽光外.。

## 想像中的羅倫提恩海溝
羅倫提恩海溝因為其深度而廣為人知，並出現在很多想像中的劇情中。
- 獵殺紅色十月，1990年科幻驚悚（technothriller）電影 - 羅倫提恩海溝為蘇聯與美國潛艇的隱蔽會合點。電影中紅色十月潛艇的的艦長意圖向美國變節。而美方則希望在羅倫提恩海溝偽裝擊沉該潛艇，深度會令蘇聯難以查證。此地點在湯姆·克蘭西的獵殺紅色十月小說原著中並沒有出現。
- 變形金剛 (2007年電影)，狂派的戰敗者的屍骸被美軍拋棄在羅倫提恩海溝。有理論認為海溝的高水壓及低溫會摧毀及埋葬外星機械人，意圖令它們不能運作。（但電影中錯誤指出羅倫提恩海溝為世上最深的海溝，有4665米深；實際最深的海溝為太平洋的馬里亞納海溝，為其深度的兩倍，即10911米）